# Dendrophthora mornicola
Dendrophthora mornicola är en sandelträdsväxtart som beskrevs av Ignatz Urban. Dendrophthora mornicola ingår i släktet Dendrophthora och familjen sandelträdsväxter. Inga underarter finns listade i Catalogue of Life.